# Bruno De Lazzari
Bruno De Lazzari (nascido em 30 de setembro de 1984, em Porto Alegre, Rio Grande do Sul) é um arquiteto e designer brasileiro reconhecido internacionalmente por suas contribuições ao design de mobiliário urbano e peças em madeira, destacando-se por unir técnicas artesanais tradicionais a tecnologias contemporâneas, como usinagem digital, impressão tridimensional e processos avançados de fabricação.
.

## Formação
Formou-se em Arquitetura e urbanismo pela Universidade Federal do Rio Grande do Sul (UFRGS), em Porto Alegre, onde também começou a desenvolver interesse por técnicas tradicionais de marcenaria, influência de sua família, que possui tradição no ofício.

## Carreira
Fundou a empresa De Lazzari Mobiliário Urbano, focada no design contemporâneo de móveis urbanos. Posteriormente, estabeleceu o Atelier Bruno De Lazzari, com sede em Porto Alegre, Rio Grande do Sul, onde desenvolve projetos que combinam técnicas tradicionais e tecnologias avançadas, como impressão 3D e usinagem CNC.

## Estilo e contribuições para o design
O trabalho de Bruno De Lazzari é caracterizado por um estilo minimalista e funcional, valorizando a estética natural e as propriedades estruturais da madeira. Seus projetos frequentemente exploram a combinação entre artesanato tradicional e processos tecnológicos modernos, contribuindo para destacar internacionalmente o design brasileiro.

## Prêmios e reconhecimentos
Bruno recebeu diversos reconhecimentos internacionais, entre eles:
- Gold Award no Better Design Award (BDA), Shenzhen, China (2024) – Projeto Loop Bench.[3]
- Gold Award no A’ Design Award & Competition, Como, Itália (2024) – Luminária Grampo.[4]
- Gold Winner no NY Product Design Award, Nova Iorque, EUA (2024) – Luminária Grampo.[5]
- Prêmio Bornancini de Design (2024): Ouro em Equipamentos de Iluminação com Luminária Grampo, Prata em Mobiliário Urbano com Lixeira Avyz e Bronze em Mobiliário Urbano com a Poltrona Fly.[6]

## Exposições e colaborações
Bruno De Lazzari colaborou com a Fundação Iberê Camargo em 2022, criando o Banco Carretel, em edição limitada. Também participou da mostra Design do Agora durante a Design Week POA 2024, destacando a Luminária Grampo. Em 2024, participou também da Design Week de Milão, integrando a exposição "Coccoloba". Em 2022, teve uma exposição individual na Casa de Cultura Mario Quintana, em Porto Alegre, com um projeto de mobiliário assinado por ele.